# Opdrachtgestuurd onderwijs
Mate van vrijheid
van de lerende om zijn eigen leerproces in te richten (afnemend van boven naar beneden)
| Vrij        |
| Onderneming |
| Project     |
| Probleem    |
| Opdracht    |
| Taak        |
| Instructie  |

Het voornaamste middel dat de onderwijsvorm gebruikt is een indicatie
Opdrachtgestuurd onderwijs is een onderwijsvorm waarbij de lerende verplicht wordt om een bepaalde leerresultaat op te leveren. 
De docerende bepaalt in opdrachtgestuurd onderwijs wat de lerende dient te leren en wanneer. De lerende zelf bepaalt hoe hij het leerresultaat behaalt,  welke leertaak daarvoor nodig is. De lerende wordt door de docerende in zijn leren gestuurd door een probleemstelling zo in opdrachten en deelopdrachten op te splitsen, totdat er slechts één of een paar leertaken nodig zijn per deelopdracht. In probleemgestuurd onderwijs verschuiven deze docenttaken naar de student, maar wordt nog steeds de motivatie en relevantie van het leerproces door de docent bepaald en overgedragen. 

## Toepassing
Omdat in opdrachtgestuurd onderwijs in tegenstelling tot taakgericht onderwijs, de taken door de leerlingen zelf worden vastgesteld, biedt dit de docent de mogelijkheid om te differentiëren in leertaken binnen de klas. Opdrachtgestuurd onderwijs wordt soms ingezet als eerste stap naar meer zelfsturing, zoals bij probleemgestuurd onderwijs of projectonderwijs het geval is.